# François Guiguet
Pour les articles homonymes, voir Guiguet.
François Joseph Guiguet est un peintre et lithographe français né à Corbelin (Isère) le 8 janvier 1860 et mort dans la même ville le 3 septembre 1937.

## Biographie
Fils de Joseph Guiguet, menuisier, et de Marie Françoise Garnier son épouse, François Guiguet est le cinquième d'une famille de douze enfants. Il fait ses études primaires à l'école communale de Corbelin. Son père lui apprend la menuiserie, métier auquel il le destine. Sa vocation artistique s'affirme dès ses années de jeunesse, essentiellement rurales, avec l'éveil de son goût pour le dessin sans que son entourage y fasse obstacle.
Vers 1876, un jour de visite, le docteur Gauthier, médecin de la famille, est surpris par la qualité de ses dessins. Il conseille alors à ses parents de demander l'avis du peintre Auguste Ravier (1814-1895) qui réside à Morestel, un village voisin. Aussitôt il reconnaît dans les œuvres de Guiguet un sûr talent. Pendant trois ans, il donnera à son disciple de précieux conseils : l'emploi et l'usage de la variété des outils du dessin, le respect des valeurs, le sens de la composition, l'usage et l'avantage du pastel que Ravier ne pratique pourtant que peu, pour obtenir des notations rapides et lumineuses, la pratique de la peinture à l'huile, etc. Cet enseignement va permettre à Guiguet d'arriver déjà formé à l'École des beaux-arts de Lyon en 1879, sur la recommandation de Ravier. Il y est admis dans l'atelier de Michel Dumas (1812-1885), où ce dernier a été nommé professeur l'année précédente. Cet ancien élève d'Ingres, avec qui il a séjourné plus de 16 ans en Italie, est un fidèle gardien de la tradition artistique de son maître. Spécialiste des sujets religieux et des grandes décorations murales des églises, il confirme Guiguet dans son goût et dans la nécessité du pur dessin, en même temps qu'il lui enseigne l'organisation du travail de la peinture décorative classique.
En 1882, Guiguet obtient le prix de Paris qui lui permet de poursuivre ses études à l'École nationale supérieure des beaux-arts de la capitale avec une allocation annuelle de 1 200 francs . Soutenu par Édouard Aynard, directeur de la Commission d'administration des musées et par Antonin Dubost, député de l'Isère, Guiguet s'installe donc à Paris. Il est admis dans l'atelier d'Alexandre Cabanel (1823-1889).
Il débute au Salon des artistes français en 1885 avec Le Retour du jeune Tobie.
À partir de 1889, il habite au 13, rue Ravignan, qui deviendra plus tard le Bateau-Lavoir, où il a son atelier jusqu'en 1905. Ce sera aussi l'époque de ses fiançailles avec Juliette Dubois, fille d'un marchand de biens parisien, qu'il portraitura souvent à cette époque.
François Guiguet se lie d'amitié avec Pierre Puvis de Chavannes, Edgar Degas et Luigi Chialiva (it) (1842-1914), lequel lui révèle les techniques des anciens maîtres[Lesquelles ?]. Fort de ses rencontres et soutiens, de son amitié avec Félix Thiollier, il s'est forgé une personnalité. Entre 1893 et 1910, Guiguet produit des lithographies en couleurs, dont publications dans L'Estampe moderne (1897) et L'Estampe nouvelle (1905).
En 1905, il quitte le Bateau-Lavoir pour le 21, rue de Navarin à Paris, où il jouit d'un plus grand atelier qu'il conservera jusqu'à sa mort.
En 1914, il regagne sa maison natale, à Corbelin, et loue au 8, cours Lafayette à Lyon, une chambre chez sa belle-sœur Émilie Champetier, veuve de son frère Joanny. Il travaille essentiellement au domicile de ses clients pour des commandes de portraits ou dans l'atelier du peintre lyonnais Léon Garraud.
François Guiguet est très apprécié comme portraitiste, qui n'achève ses œuvres qu'après de multiples études préparatoires et de nombreuses séances de poses. En plus des portraits de commande, il peint la vie des artisans (forgeron, menuisier, couturière, etc.) et, en moindre mesure, des paysages et des natures mortes. Il trouve une source d'inspiration dans sa maison natale.
Il meurt en 1937. À la suite d'un différend familial, l'artiste étant mort ab intestat, les peintres Paul Marie Urtin (1874-1962) et Léon Garraud (1877-1961) sont chargés du partage de sa succession en lots au sein de la famille par tirage au sort.[réf. nécessaire]

## Distinctions
- Chevalier de la Légion d'honneur (1910)
- Officier d'académie (1900)

## Œuvres dans les collections publiques
- Lyon, musée des Beaux-Arts : Les Ouvrières, vers 1892, huile sur toile.
- Morestel, maison Ravier : fonds d'œuvres, dépôt de la Ville de Corbelin.
- Paris :
  - département des arts graphiques du musée du Louvre : dessins.
  - musée d'Orsay :
    - Jeune Fille faisant du crochet ;
    - Tête d'enfant.
- Saint-Denis de La Réunion, musée Léon-Dierx : Fillette, vers 1900-1910.

Œuvres de François Guiguet
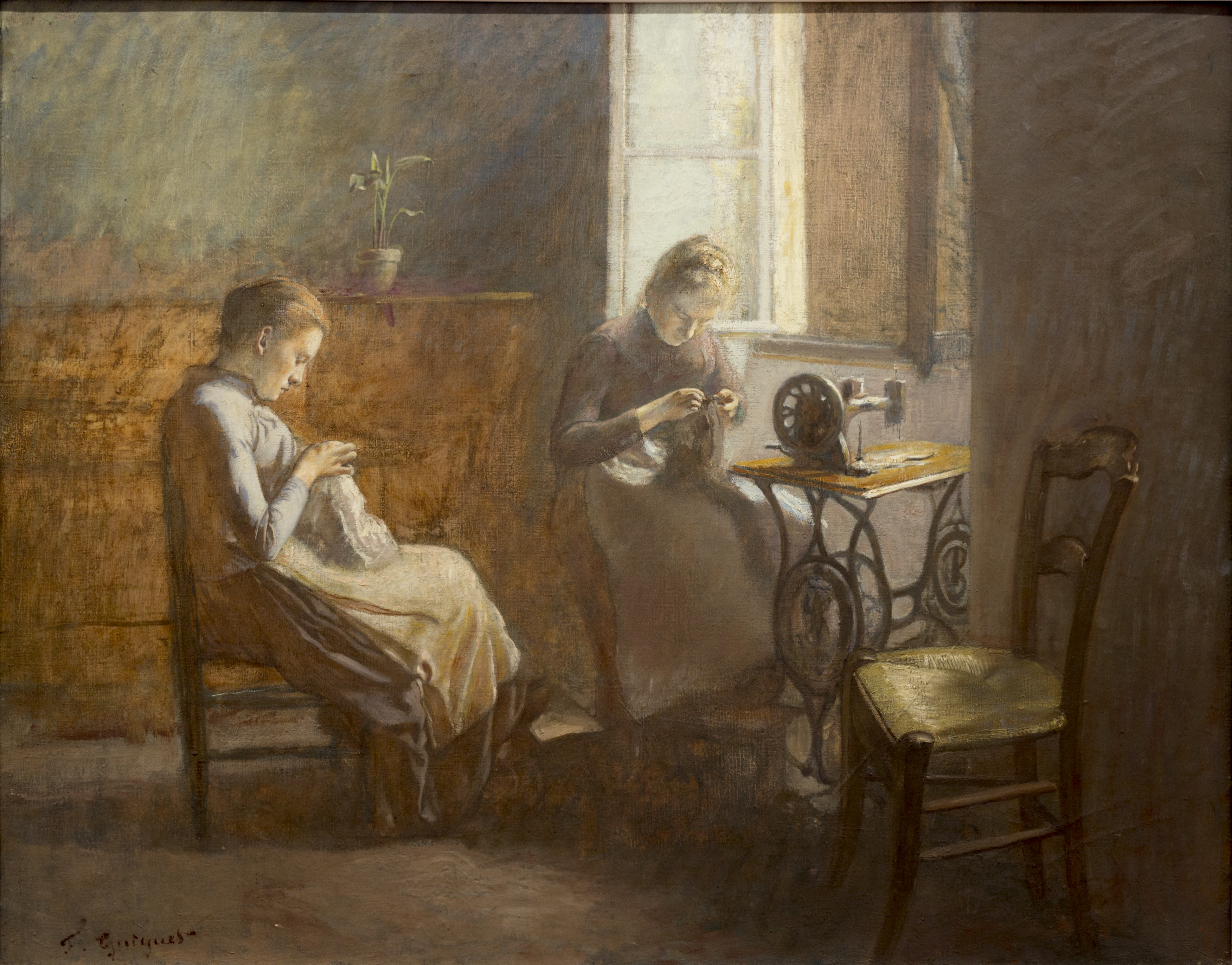
Les Ouvrières (vers 1892), musée des Beaux-Arts de Lyon.
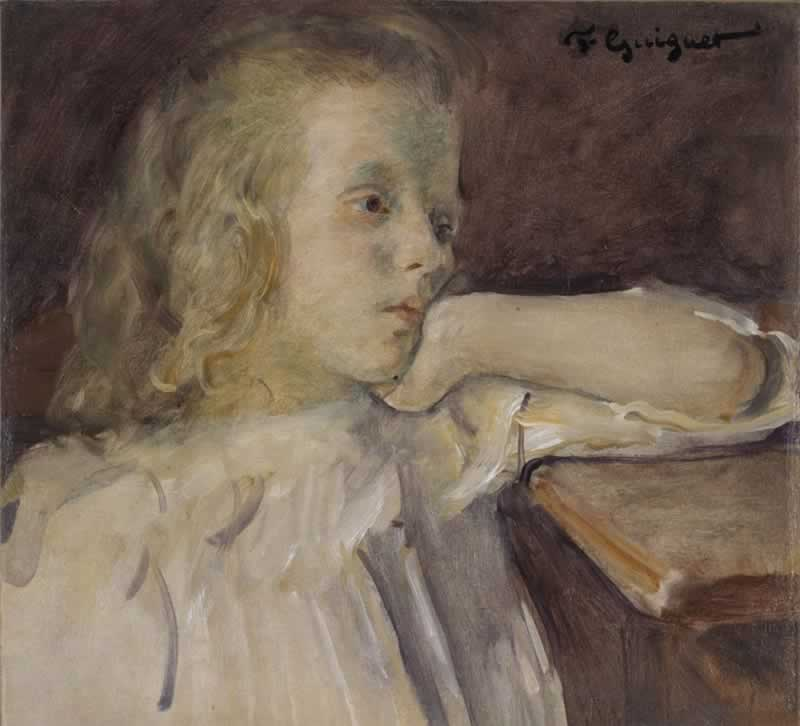
Fillette (vers 1900-1910), Saint-Denis de La Réunion, musée Léon-Dierx.
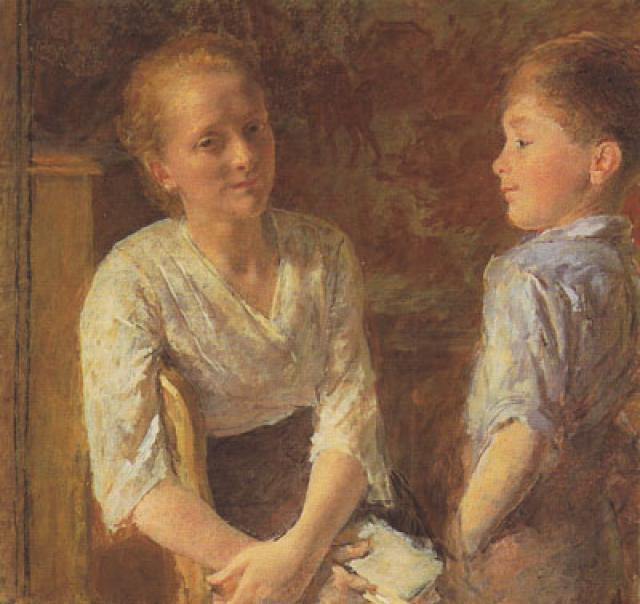
La Leçon (Marie Guiguet et Jean Fiard), Morestel, maison Ravier.

## Hommage et postérité
En 1985, Louis Guiguet, neveu du peintre, donne à la ville de Corbelin la part revenue à sa famille pour la création d'un musée. En plus du cachet de la succession, est appliqué un cachet ovale « Collection maison natale » sur l'ensemble des œuvres qui constitue ce fonds (78 huiles sur toile, 13 aquarelles et plus de 3 500 dessins de l'artiste). Situé dans l'ancienne chapelle du couvent du XVIIe siècle, le musée est inauguré le 1er juillet 1989. L'Association François Guiguet, créée la même année, et aidée par Jean-Pierre Michel, assure le fonctionnement de l'établissement jusqu'à sa fermeture par la Municipalité en 2011.
Depuis la fermeture du musée, la Ville de Corbelin — toujours propriétaire de la collection — a déposé les œuvres du peintre à la maison Ravier à Morestel où elles sont conservées et exposées.
Le sculpteur Joseph Belloni (1898-1964) a exécuté son portrait[réf. nécessaire].
En 2018, Jean-Pierre Michel, créateur du musée François Guiguet, commande au sculpteur Paul-Clément Neumann un portrait en hommage au peintre.